# Darkside
Darkside är ett svensk webbplats och community med inriktning på BDSM, fetischism, sexpositivism och kinkykultur.
Darkside har funnits sedan årsskiftet 2003/04 och får med sina över 140 000 aktiva medlemmar anses vara Sveriges största BDSM-community. Webbplatsen drivs av medlemmar som har organiserat sig kring olika områden av communityt. Det är bara grundaren som har tillgång till sajtens kärna och sköter myndighetskontakter.